# Kuopion Palloseura
Kuopion Palloseura (ou KuPS), é um clube de futebol da cidade de Kuopio, na Finlândia. Fundado em 1919, possui as cores preto e amarelo como oficiais.
Manda as suas partidas na Väre Areena, em Kuopio, com capacidade para 4.700 espectadores.
Na temporada 2015-16, estava na primeira divisão do Campeonato Finlandês de Futebol.

## Títulos
| Competição | Competição                  | Títulos | Anos                                     |
| ---------- | --------------------------- | ------- | ---------------------------------------- |
| Finlândia  | Campeonato Finlandês        | 7       | 1956, 1958, 1966, 1974, 1976, 2019, 2024 |
| Finlândia  | Copa da Finlândia           | 5       | 1968, 1989, 2021, 2022 e 2024            |
| Finlândia  | Copa da Liga Finlandesa     | 1       | 2006                                     |
| Finlândia  | Terceira Divisão Finlandesa | 1       | 1998                                     |